# Allerzielen
Allerzielen is een gedenkdag uit de westerse rooms-katholieke traditie. De dag wordt gevierd op 2 november, de dag na Allerheiligen, waarmee deze dag nauw verbonden is. Met Allerzielen worden de overledenen herdacht en wordt een requiemmis opgedragen. Wanneer Allerzielen samenvalt met een zondag, heeft dit altijd voorrang op de zondagsliturgie.
Gebruikelijk plaatsen nabestaanden bloemen op het graf. In veel parochies is het gewoonte dat als er een parochiaan uit de kerk wordt begraven er een kruisje wordt opgehangen met daarop de naam van de overledene. Op de eerstvolgende Allerzielen komt de familie van de overledene naar de mis om het kruisje in ontvangst te nemen. Allerzielen is een dag om speciaal te bidden voor alle zielen waarvan wordt verondersteld dat ze nog niet in de hemel zijn, maar in het vagevuur.
De gedenkdag voor de overledenen stamt uit de benedictijner kloostertraditie van Cluny, waar Odilo van Cluny de dag in 998 voor het eerst liet vieren. In de 13e eeuw kreeg de dag de naam Allerzielen.

## Afbeeldingen

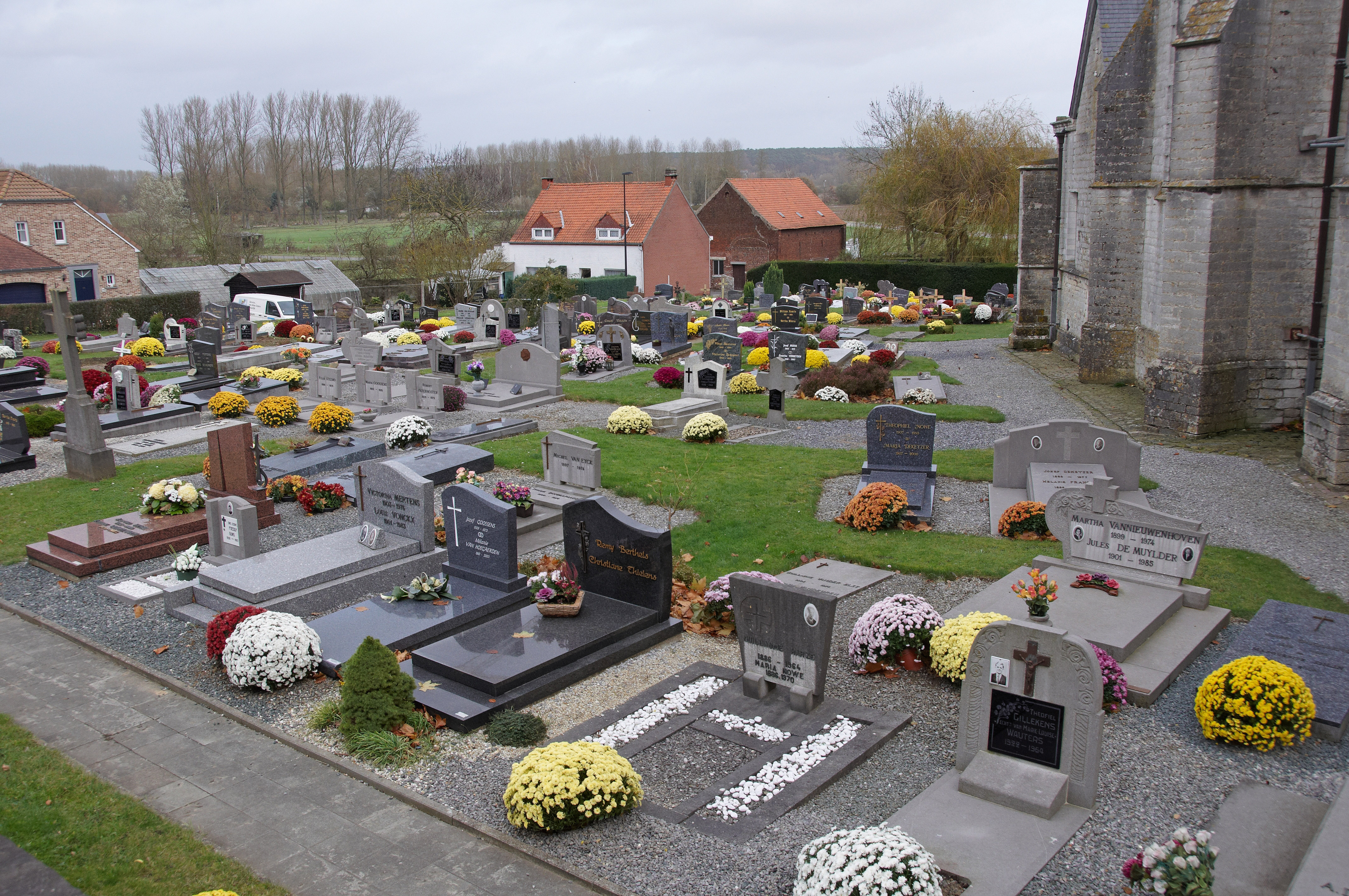
Chrysanten op graven in Sint-Agatha-Rode
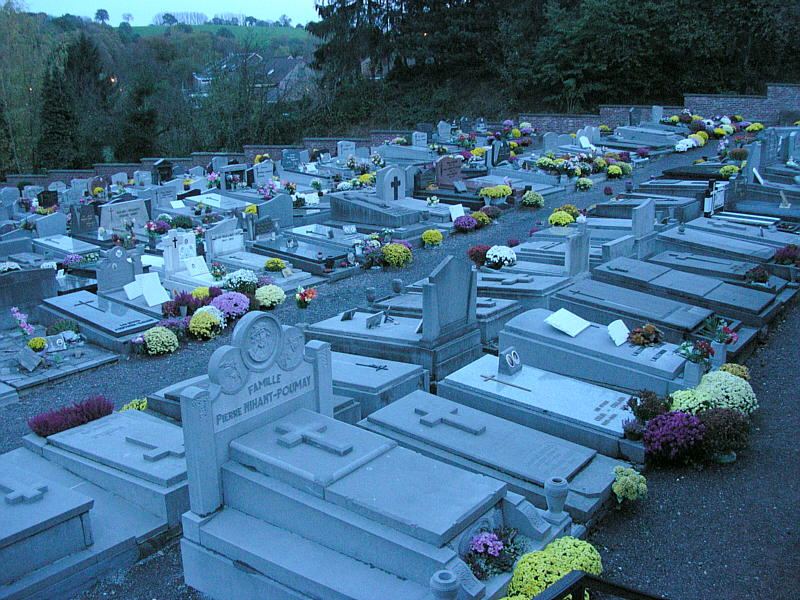
Kerkhof Saive (omstreeks Allerzielen)
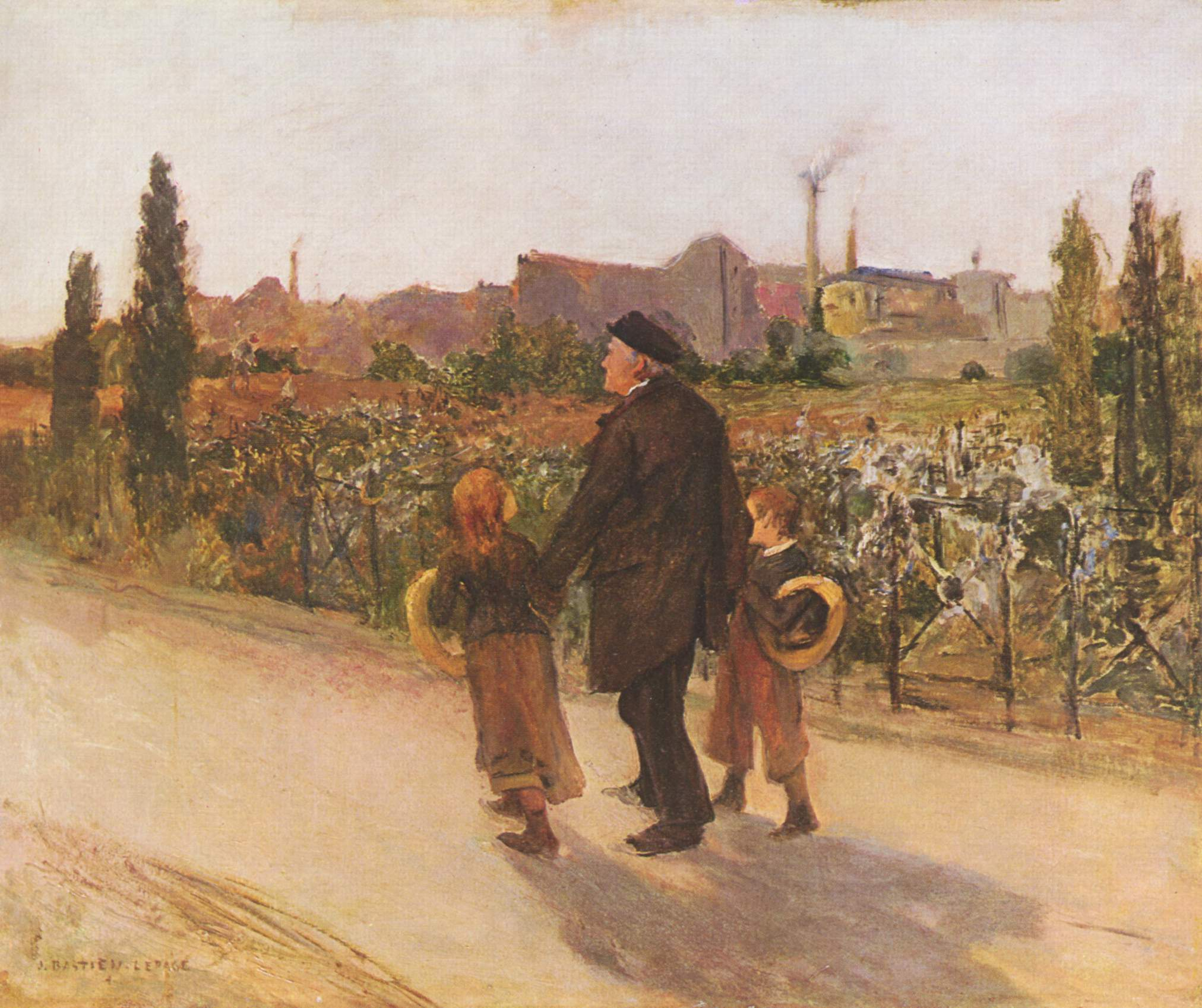
Schilderij van Jules Bastien-Lepage, 1878
- Viering bij Kasteel Hernen, 2021
- Allerzielen, reportage uit 1946